# Felipe Cuellar
Felipe Cuellar fue un político peruano. 
Fue miembro del Congreso Constituyente de 1822 por el departamento del Cusco. Dicho congreso constituyente fue el que elaboró la primera constitución política del país.